# Alfred O. P. Nicholson
Alfred O. P. Nicholson (Franklin, 1808. augusztus 31. – Columbia, 1876. március 23.) az Amerikai Egyesült Államok szenátora (Tennessee, 1840–1842 és 1859–1861).